# Plectranthias bennetti
Plectranthias bennetti, thường được gọi là cá mú Bennett, là một loài cá biển thuộc chi Plectranthias trong họ Cá mú. Loài này được mô tả lần đầu tiên vào năm 2015, được đặt theo tên của Timothy Bennett, một nhà sưu tập cá cảnh biển, người đã thu thập mẫu vật của loài này.

## Phân bố và môi trường sống
P. bennetti có phạm vi phân bố nhỏ hẹp ở vùng biển Tây Nam Thái Bình Dương. Loài này hiện chỉ được tìm thấy duy nhất tại rạn san hô Holmes ở biển San Hô. Mẫu vật duy nhất được biết đến được thu thập trên trần của một hang động ở độ sâu khoảng 63 m. Ngoài ra, còn một mẫu vật nữa cũng được bắt bởi Tim Bennett vài tháng trước khi P. bennetti được mô tả, nhưng anh này đã bán cho thương mại cá cảnh biển Nhật Bản.

## Mô tả
Mẫu vật duy nhất dùng để mô tả P. bennetti có kích thước khoảng 50 cm. Thân có màu trắng với tám dải sọc màu đỏ đến đỏ cam; mỗi dải cách nhau bởi một đường sọc trắng. Mõm, má và mang có các vệt màu vàng. Các vây đều trong suốt, không màu, ngoại trừ màng của gai vây lưng thứ nhất màu vàng, màng của gai thứ 2 và 3 màu trắng; đốm trắng nhỏ trên màng gần gốc tia vây hậu môn cuối cùng, và đốm vàng lớn trên gốc vây ngực.
Số gai ở vây lưng: 10; Số tia vây mềm ở vây lưng: 15; Số gai ở vây hậu môn: 3; Số tia vây mềm ở vây hậu môn: 7; Số gai ở vây bụng: 1; Số tia vây mềm ở vây bụng: 5; Số tia vây mềm ở vây ngực: 13.